# Парк Бэйнин
Парк Бейнин известен также как Нинюань. Основан на месте правительственной плантации[неизвестный термин] династии Цин, но на тридцать втором году правления Гуансюя (1906) перестроен Чжоу Сюэси, известным промышленником современного Китая, а затем главным офисом Главного управления ремесел Чжили. Расположен к востоку от Главного вокзала Тяньцзиня (сегодня Северный железнодорожный вокзал Тяньцзиня) в Новом районе Хэбэй. После расширения Железнодорожного бюро Бэйнин, парк был посвящен памяти Чжугэ Ляна, известного министра Шу в период Троецарствия, и был переименован в Нинюань. В парке воздвигли памятник в память об этом собитии. Гао Цзийи, тогдашний директор железнодорожного бюро Бейнин, написал об этом книгу. В 2012 году парк Бейнин был оценен как пятизвёздочный парк в соответствии с критериями оценки парков Тяньцзиня. В мае 2020 года муниципальное народное правительство Тяньцзиня объявило его «Подразделением по охране культурных реликвий Тяньцзиня»..

## История

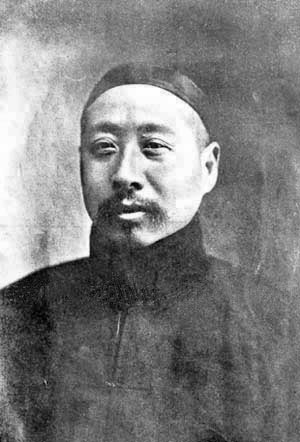
Чжоу Сюэси, основатель «Правительственной плантации Цин», позднее — Нинъюань, «Правительственную плантацию Цин».

### Плантация
После национальных изменений в Гэнцзы Юань Шикай занимал пост губернатора Чжили для реализации Нового курса в Тяньцзине и планировал построить новый городской район в Тяньцзине — Новый район Хэбэй . В 32-й год правления Гуансюя (1906 г.) правительственная плантация династии Цин (первоначально называвшаяся Цзяньшуйсюань), основанная Чжоу Сюэси, главой Главного управления искусств и ремесел Чжили, расположена на востоке станции Тяньцзинь (сегодня станция Цзиньбэй) в Новый район Хэбэй. Целью строительства является выращивание сырья для текстильной и бумажной промышленности, посадка цветов и растений, разведение животных и содействие развитию сельского хозяйства Тяньцзиня. В 1914 году он был переименован в Первое сельскохозяйственное экспериментальное поле Чжили, и в парке располагались Общество сельскохозяйственных исследований и Станция метеорологических наблюдений Бэйян.

### Парк Нинюань
В 19-м году Китайской Республики (1930) Гао Цзийи, тогдашний директор железнодорожного бюро Бейнин, использовал штраф в размере 500 000 юаней с угольной шахты Кайлуань для строительства парка на основе плантации и выделил прилегающее открытое пространство Первого музея Хэбэй и автовокзала Тяньцзиня в парк, увеличив его общую площадь с первоначальных 200 му до 400 му (57,87 га), что составляет около трети водной поверхности. В то же время Гао Цзи И назначил Сюй Цзи, директора по общим вопросам Железнодорожного бюро Бейнин, который хорошо разбирался в садоводстве, ответственным за планирование парка. Сюй Цзи в своей работе опирался на планировку Центрального парка Бэйнин. В результате по всему Нинюаню есть широкие аллеи, а также павильоны Кушуй и Гуансяюань, образуют уютный водный пейзаж с другой стороны холма. После того, как парк был завершен, Гао Цзыи напомнил высказывание Чжугэ Ухоу о «Спокойствии и далеко идущих» и назвал его Нинъюань, придав новый смысл строительству железнодорожного парка Бейнин. Парк был завершен и открыт в июле 20-го года Китайской Республики (1931) и с тех пор стал самым знаменитым садом в Северном Китае. В 21-й год Китайской Республики (1932) в бывшем павильоне монумента на северном берегу Великого озера был установлен памятник мемориал. Идея установки мемориала принадлежала Гао Цзийи, тогдашнему директору железнодорожного бюро Бейнин, и в память об этом он написал книгу.
Сад Нинюнань в основном следует китайским классическим методам ландшафтной архитектуры, совмещая в пейзажах горы и водоемы, используя различные деревья и растения. Основными объектами ландшафтного дизайна парка являются павильоны: Цзюцю Шэнцзин, Башня ожидания Луны, павильон Хаксин, гора Дьекуй, башня Чангуань, павильон Юаньян, Ирантанг и другие, а также аудитории, библиотеки, театры, бассейны и т. п. На северо-востоке парка также есть фермы по разведению животных и аквариумы.
После инцидента 7 июля Новый район Хэбэй в Тяньцзине, спланированный и подготовленный Юанем Шикаем, стал ключевой целью японского вторжения в Китай, учреждения, фабрики и общественные объекты Хэбэя были разрушены японцами. Парк Бейнин, расположенный в более отдаленном районе, не был исключением. В нем непосредственно дислоцировалась японская армия. Большая часть парка была превращена в военную территорию, кроме небольшой дороги от западных ворот до четырехстороннего зала для посещения посетителями. После окончания японского вторжения в Китай Нинюань вновь открылся для публики, но это уже была пустынная территория разрушенных монастырей, увядших цветов и деревьев. 25 ноября 1946 года тяньцзиньское издание «Та Кунг Пао» опубликовало репортаж о запущенности парка Бейнин. Впоследствии разразилась гражданская война Коммунистической партии Китая, и ситуация в Пхенчхане была очень напряженной. Только через несколько лет парку было суждено трудно вернуться к тому виду, каким он был раньше.

### Парк Бэйнин

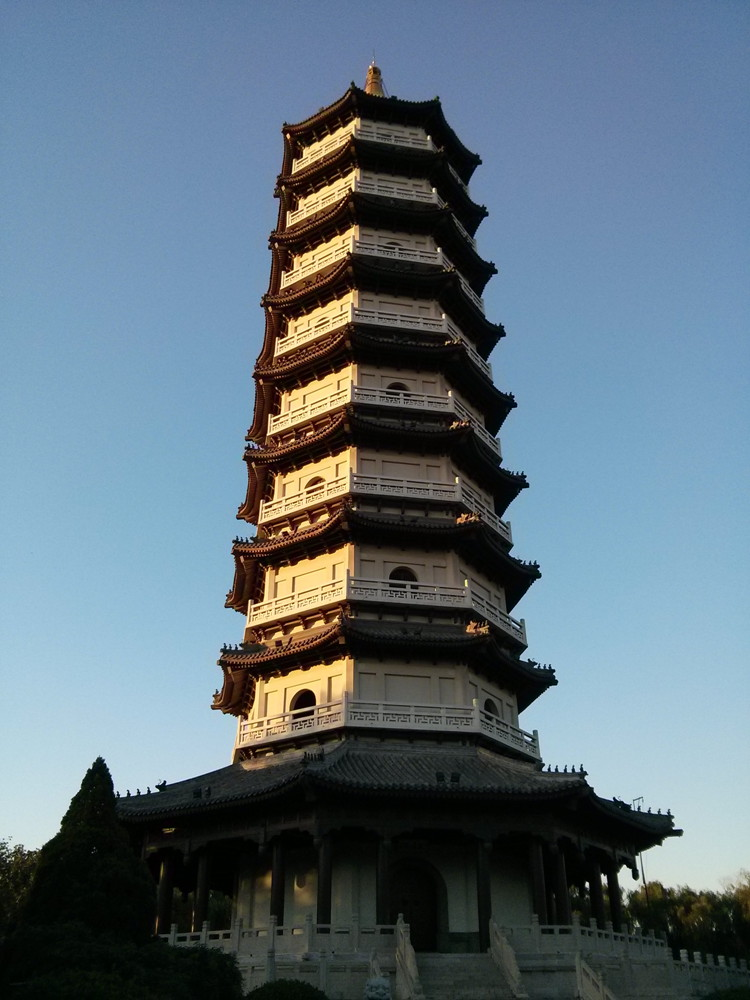
Парк Нинюань Башня Чжиюань

В 1949 году, после основания Коммунистической партии Китая, из-за того, что центр города Тяньцзинь переместился на юг, бывший регион Хэбэй постепенно пришел в упадок, и парк Бейнин постепенно перестал запустел. Однако после нескольких крупномасштабных расширений в 1949, 1958, 1970 и 1984 годах парку Бейнин вернули основной вид. В 1985 году профессор Фэн Цзянькуй, специалист по древней китайской архитектуре и профессор архитектурного факультета Тяньцзиньского университета, спроектировал и построил башню Чжиюань, которая после возведения в 1990 году стала достопримечательностью парка Бейнин.
В 2007 году в связи со строительством междугородной железной дороги Пекин -Тяньцзинь часть парка Бейнин к западу от железной дороги была занята, а Западные ворота закрыли, по решению управления парка. Основная причина заключается в том, что права собственности на парк Бейнин принадлежат Пекинскому железнодорожному бюро, а Ландшафтная комиссия города Хуаюань, район Хэбэй, Тяньцзинь, не имела прав собственности на западную территорию. Город Тяньцзинь, Министерство железных дорог и Пекинское железнодорожное бюро пришли к консенсусу о том, что при условии, что права на собственность останутся неизменными, парк Бейнин будет находиться в ведении города Тяньцзинь и будет открыт для публики бесплатно после модернизации и реконструкции.
В октябре 2010 года парк Бейнин был отремонтирован и официально открыт для бесплатного посещения. В 2012 году парк Бэйнин был признан пятизвёздочным парком в соответствии со стандартом оценки Tianjin Star Park.

## Архитектура

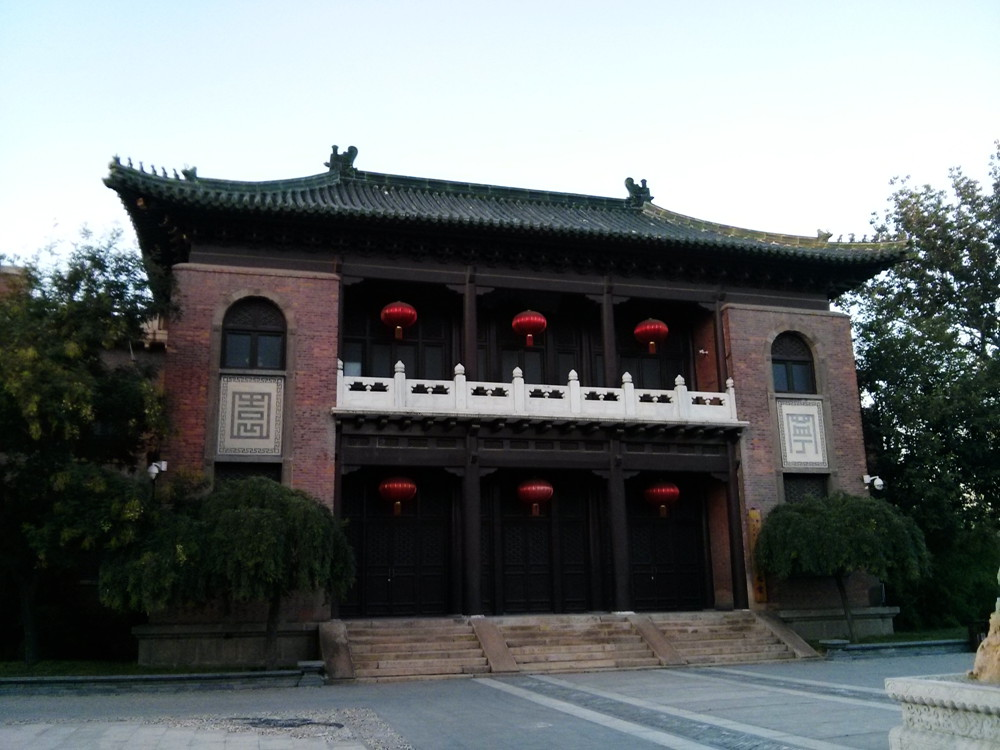
Здание Хунюань, парк Байнинь

Основными зданиями в парке Бейнин являются башня Хунъюань, башня Чжиюань, Голубиная башня, павильон Хаксин, гора Дьекуй, башня Чангуань и другие. Башня Чжиюань расположена в самой северной части сада Чжуннин парка Бейнин, имеет в общей сложности 9 этажей и высотой 74 метра. Название башни означает «тихая и далекая». В 1985 году она была спроектирована и построена Фэн Цзянькуем, экспертом по древнекитайской архитектуре и профессором кафедры архитектуры Тяньцзиньского университета. На строительство ушло 5 лет. Башня занимает площадь 1300 квадратных метров и имеет высоту 74,4 метра, что эквивалентно высоте 24 этажного дома. Башня имеет 9 этажей, 8 сторон и 72 выступа. Карнизы башни покрыты желтой глазурованной плиткой. С углов каждого карниза свисает по 4 кг птичьих колокольчиков, а маятниковые листья могут раздуваться тремя или четырьмя ветрами. На нижнем уровне башни есть двухслойная платформа, инкрустированная зеленым и белым нефритом, сиденьем сумеру и ограждением из белого мрамора. Павильон Хаксин представляет собой шестиугольный павильон с глазурованной плиткой на карнизах. Первоначально он был павильоном при храме Ли Гунци, но позже был перенесен в Нинюань для открытого доступа посетителями.
Также в парке Бейнинь есть множество резных фигурок, относящихся ко второму году правления Цзинь Ченг Ан (1197 г.). Скульптуры в настоящее время относятся к охраняемым объектам культурного наследия в Тяньцзине и основными объектами культурного наследия района Хэбэй, Тяньцзинь . Каменная скульптура льва династии Цзинь была обнаружена в уезде Нэйцю провинции Хэбэй во второй год правления Цзинь Чэнъань . В 1915 году Янь Чжии, директор промышленного отдела Тяньцзиня и директор музея Хэбэй, узнал, что в уезде Нэйцю есть два каменных льва времен династии Цзинь. «Если он и существует в округе, боюсь, что он будет подарен или утерян, и он не предназначен для сохранения древностей. Планирую отправить людей в уезд, чтобы перевезти Лайцзинь и выставить его в музее для всеобщего ознакомления, а художественное кружение можно сохранить.» После этого Управление уезда Нэйцю провинции Хэбэй представило пару каменных львов династии Цзинь музею Хэбэй в качестве экспозиции и разместило их перед главным зданием музея. Позже музей Хэбэй был перенесен, а каменные львы династии Цзинь были оставлены рядом с музеем Хэбэй на закрпленых основаниях. Примерно в 1970 году каменные львы династии Цзинь были помещены перед восточными воротами парка Бейнин. В 1990 году, после завершения строительства пагоды Чжиюань, каменные львы династии Цзинь были помещены перед пагодой Чжиюань.

## Мемориал парка Бейнин
В 21-й год Китайской Республики (1932) Гао Цзийи, который руководил строительством парка Бейнин на базе плантации, воздвиг памятник парку Бейнин.

## Основные события
- В марте восьмого года Китайской Республики (1919) на побережье уезда Нинхэ города Тяньцзинь был найден мертвый горбатый кит длиной 13,5 метра. Первый музей Чжили рядом с плантацией провел пятидневную «вечеринку по наблюдению за китами», которая стала обсуждаемым событием среди жителей Цзиньчэна[12].
- На 19-м году существования Китайской Республики (1930 г.) шестиугольный павильон храма Ли Гунци был перенесен на Западное озеро в парке как павильон Хусинь[13].
- 31 января 21-го года Китайской Республики (1932 г.) успешно прошла Конференция по макияжу Бак Нинь. Было 170 конкурсантов и более 500 гостей, и мероприятие было выдающимся[14].
- 15 июня 24-го года Китайской Республики (1935 г.) Тяньцзиньское объединение молодёжи провело грандиозную массовую свадьбу в актовом зале парка Бэйнин, на которую записались десять пар, одна из которых по каким-то причинам отсутствовала. Шан Чжэнь, тогдашний председатель провинции Хэбэй и командир гарнизона Тяньцзиня, и Чжан Тинчэнь, тогдашний мэр Тяньцзиня, были свидетелями свадьбы. В 1935 году Beiyang Pictorial опубликовал фотографии массовой свадьбы[15].
- В 24-й год Китайской Республики (1935 г.) 20 октября в Стеклянном павильоне у воды Бейнина открылась выставка хризантем. Зацвели тысячи цветов хризантем различных видов[16].
- В 1987 году Сюй Лили, официантка ресторана Changguanlou в парке Бэйнин, заняла первое место в эстрадном пении среди любителей на Гран-при молодых певцов, проводимом CCTV, и выиграла золотую награду среди любителей за эстрадное пение. Ли Жуйхуань, мэр Тяньцзиня в то время, однажды весело сказал: «Сюй Лили выиграла по[17] пенальти». Сегодня, после нескольких смен, она по-прежнему преподает в музыкальной школе в парке Бак Нинь.